# 琼岛柿
琼岛柿（学名：Diospyros maclurei）为柿科柿属下的一个种。

## 扩展阅读
- 維基物種上的相關：琼岛柿